# 巨人 (無綫電視劇)
《巨人》（英語：The Key Man）是香港電視廣播有限公司拍攝製作的時裝劇集，全劇共30集，由劉家豪監製。

## 轶事
《巨人》是一部經典家族時裝劇的典型範本，首播时的宣传口号为银禧剧集四大皇牌头部曲
以香港八十年代之百貨業為主線背景，以兩個家庭兩代之間的恩怨情仇為主幹而開展的故事。八十年代至九十年代，香港電視劇盛行製作一般被俗稱為「爭產劇」（或「權鬥劇」）之劇種，內容多數是講述香港上流社會人士之利益鬥爭和是非恩怨，集數多、人物多、節奏明快、劇情非常複雜，但多數正邪分明。此劇於1992年在香港播映時就把這種商戰家族劇炒熱，接著《大時代》將此種劇型推向高峰。因此此劇可謂是足以媲美《大時代》及創出港劇最高峰之前奏。
此劇部份演員在演出上有些突破。如領銜主演的萬梓良演戲時常會有肉緊的表情，但在此劇則甚少有這樣的演出；關海山在此劇飾演一個風流的醫生，這類角色就連他在電影裡也甚少演繹；李司棋更在此劇飾演一個瘋婦人（在劇的早段跟萬梓良有對手戲，但橋段與美國1990年電影《危情十日》頗有雷同，有抄襲之疑），對她而言是演出上的突破。
劇中林俊賢飾演的凌峰，是一位由愛生恨、為利益與好友反目成仇的大反派，這是林俊賢很擅長的角色，也是林俊賢的時裝劇代表作。而萬梓良所飾演的樂言，其性格是他所擅長詮釋的角色，好強、堅毅、不怕挫折的性格，終能成就大業；萬梓良在1991年的家族劇《大家族》中所飾演的銀行家蔣進，就與樂言有異曲同工之妙。
「巨人」是陳玉蓮於1990年代演出的最後一部電視劇（她於2008年再次復出，演出無線劇集《原來愛上賊》），也是她少數的時裝劇作品。此劇是萬梓良港劇的最後顛峰代表作，萬梓良在演完後就逐漸淡出演藝圈。另外在此劇中還要特別推薦飾演悲劇人物「麥守正」的張衛健，一向都演「鬼馬」角色的張衛健，在「巨人」中延續搞笑的風格，但同時亦有不少正經的戲份發揮，劇裏他與萬梓良亦敵亦友，一心以為萬梓良是仇人，腦袋裡想著復仇，但最後發現是一場誤會、是一段別人設計的陰謀。
「巨人」至今仍然保持（自1992年起計）歴年十大最高收視第七位及歴年年度最高收視（1992年）第一位。（可參閲無綫電視劇集收視列表）

## 劇情內容
樂言（萬梓良飾）留學美國時，因誤殺罪被判監七年，女友程真（陳玉蓮飾）因此嫁予樂言的好友凌峰（林俊賢飾）；程真在離婚後又與樂言舊情復燃，但樂言與富家女洪芷晴（陳法蓉飾）感情日深，遂發展出一段三角戀情；樂言出獄後，一心要將家族百貨業現代化，但不料家逢劇變，其兄長與大嫂交通意外死亡，父親也因心臟病過世，樂家祖業因而遭到外人併吞，幸得父親好友麥約翰（關海山飾）的支援，樂言得以將家族生意重建，因此成為百貨業巨人。
约翰有一失散独生子麦守正（张卫健飾），几经辛苦终与正取得联络，并希望将正栽培成新一代企业家。可惜正误信峰奸言，酿成破产危机   。

## 演員表

### 樂家
| 演員   | 角色   | 關係／暱稱 |
| 鮑 方  | 樂濟民 | 濟民 袁秀蘭之夫 樂文、樂言、樂玲之父 於第13集因心臟病去世 |
| 夏 萍  | 袁秀蘭 | 樂濟民之妻 樂文、樂言、樂玲之母 |
| 許紹雄 | 樂 文  | 阿文 樂濟民、袁秀蘭之大子 洪芷欣之前夫 樂言、樂玲之兄 於第10集交通意外身亡 |
| 馬清儀 | 洪芷欣 | 阿欣 樂文之前妻 洪貴東之女 於第10集交通意外身亡 |
| 萬梓良 | 樂 言  | 阿言 樂濟民、袁秀蘭之次子 樂文之弟 樂玲之兄 Bobby之乾爹 程真前男友 洪芷晴男友 樂華總經理 凌峰好友，後反目 为人乐观，重情义，有见地，富商业常识，故在美数年间，能跻身美知名企业家行列中，可惜一世在感情问题困扰中生活。 於第25集得了肝癌 於第30集入了手術室施手術，生死不明 |
| 黃靜宜 | 樂 玲  | 樂濟民、袁秀蘭之幼女 樂文、樂言之妹 |
| 黎秀英 | 愛 姐  | 樂家下人 |
| 羅 蘭  | 余亞葵 | 葵姨 樂家下人 凌家 |

### 洪家
| 演員   | 角色     | 關係／暱稱 |
| 劉兆銘 | 洪貴東   | 顏玉瑜之夫 銀行股東 於第12集成為樂華集團董事局主席 洪英揚、洪耀揚、洪芷晴、洪芷欣之父                                                               |
| 梁舜燕 | 顏玉瑜   | 洪貴東之妻 洪英揚、洪耀揚、洪芷晴、洪芷欣之母 |
| 馬清儀 | 洪芷欣   | 洪貴東、顏玉瑜之大女 洪英揚、洪耀揚、洪芷晴之姐 於第10集交通意外身亡 參見樂家                                                                       |
| 吳啟明 | 洪英揚   | 洪貴東、顏玉瑜之次子 洪芷欣之弟 洪耀揚、洪芷晴之兄 於第21集故意害死麥約翰 於第24集被麥守正錯手殺害                                                  |
| 陳法蓉 | 洪芷晴   | 芷晴 洪貴東、顏玉瑜之三女 洪芷欣、洪英揚之妹 洪耀揚之姐 樂言女友 乐天爽朗，敢爱敢恨。生于大富之家，自小便无忧无虑，周旋在乐言与凌峰之间，进退两难。 |
| 江明輝 | 洪耀揚   | 洪貴東、顏玉瑜之幼子 洪芷欣、洪英揚、洪芷晴之弟 於第9集因嚴重傷人，而被判入獄                                                                       |
| 曹 濟  | 洪家下人 | |

### 麥家
| 演員   | 角色          | 關係／暱稱 |
|        | 麥志成        | 麥約翰之父 麥守正之祖父 己去世 只在麥約翰口述提出的                                                                           |
| 關海山 | 麥約翰        | 眼科醫生 麥志成之子 麥守正之父 於第21集心臟病去世                                                                             |
| 李司棋 | 李秀慧        | 麥約翰之妻 麥守正之母 於第27集在美國煤氣爆炸身亡                                                                              |
| 張衛健 | 麥守正/王守正 | 於第14-18集名為王守正 於第19集改名為麥守正 麥約翰之子 樂言之友 方潔儀男友，後為其丈夫 於第24集錯手殺害洪英揚 於第30集被判入獄 |
| 梅小惠 | 方潔儀        | 麥守正女友，後為其妻子 |
| 陳惠瑜 |               | 方潔儀之母 |
| 梁月萍 | 麥家下人      | |

### 凌家
| 演員   | 角色   | 關係／暱稱 |
| 羅 蘭  | 余亞葵 | 程真之母 於第29集意圖殺害凌峰，但反被其毒打 |
| 林俊賢 | 凌 峰  | 反骨仔、二五仔、阿峰，凌先生 乐言青梅竹马好友，聪明能干，惟城府太深，好高骛远，为求目的不择手段。 為人急功近利，為了飛黃騰達，向上爬，得到更多利益，而六親不認，滅絕人性，毫無江湖道義 程真之前夫 樂言好友，後反目 綁架程真主謀 於第6集開始變得自私自利 於第7集開始利用樂言，洪芷晴，程真，凌波比來幫自己飛黃騰達 於第8集誓要揚名立萬 於第9集意圖利用洪芷晴打敗洪英揚，但不成功 於第10集出賣樂言，真是樂華百貨公司，並開始利用洪貴東來幫自己向上爬 於第11集教唆洪貴東收賣一名証人醫生說假口供 於第12集成功令洪貴東收購樂華百貨公司 於第14集成為雄豐集團的高級職員 於第14-15集成功與程真離婚 於第22集成功追到洪芷晴 於第23集被洪貴東踢出雄豐集團，強姦洪芷晴未遂，開始利用麥守正來幫自己向樂言，洪芷晴，程真，洪貴東，洪英揚復仇，後成功利用麥守正殺害洪英揚 於第24-25集成功利用麥守正入M＆L公司，並踢走樂言 於第25集間接害死自己兒子凌波比 於第26集將M&L改為L&M，並成為董事局主席及獲選為商界十大傑出青年之一 於第27集故意虧蝕L&M2億元，令麥守正宣布破產，離開L&M，後自己開了凌氏集團，成為主席 於29集買兇綁架程真，險被余亞葵殺害，後將其毒打 於第30集為逃避法律制裁而吞槍自殺身亡(死不悔改) |
| 陳玉蓮 | 程 真  | 阿Dee 温婉顺良，柔弱纯品，本钟情乐言，孰料巨变，将一颗心转投凌峰处，一心做个贤妻良母，可惜所托非人，饱受情感折磨。凌峰之前妻 於第26集被控傷害他人身體，被判入獄三年 |
| 許英麒 | 凌波比 | 凌峰、程真之子 於第25集因腦膜炎去世，但其實是凌峰一手做成的 |
| 于 楓  | 彩姐   | 凌家下人 |

### 樂華傘廠
| 演員   | 角色  | 職務 |
| 陳有后 | 程 喜 |      |
| 黎 宣  | 芳 嬸 | 縫布 |
| 徐廣林 | 貴 叔 | 上布 |
| 凌 漢  | 漢 叔 |      |

### 麥與樂投資有限公司
| 演員   | 角色  | 職務                            |
| 萬梓良 | 樂 言 | 麥與樂投資有限公司主席 參見樂家 |
| 孫貴卿 | -     | 麥與樂投資有限公司職員          |
| 呂劍光 |       | 麥與樂投資有限公司職員          |
| 談佩珊 |       | 麥與樂投資有限公司職員          |
| 何壁堅 |       | 麥與樂投資有限公司職員          |
| 容嘉勵 |       | 麥與樂投資有限公司職員          |
| 王頌雯 | 秘 書 |                                 |
| 王翠玉 | 秘 書 | 樂華公司職員                    |

### 雄豐
| 演員   | 角色   | 職務                    |
| 吳啟明 | 洪英揚 | 凌氏集團董事長 參見洪家 |
| 林俊賢 | 凌 峰  | 凌氏集團董事長 參見凌家 |
| 黃凱琳 | 峰手下 | 凌峰手下                |
| 黃德斌 | Jacky  | 凌峰助手                |
| 李顯明 | Alex   | 凌峰助手                |
| 游 飈  | 峰手下 | 凌峰手下                |
| 王翠玉 | 秘 書  |                         |
| 王頌雯 | 秘 書  |                         |
| 容嘉勵 | 秘 書  |                         |
| 莫燕嫦 | 秘 書  |                         |

### M&L
| 演員   | 角色   | 職務                           |
| 萬梓良 | 樂 言  | M&L董事局主席兼總經理 參見樂家 |
| 張衛健 | 麥守正 | M&L股東 參見麥家               |
| 林俊賢 | 凌 峰  | 凌氏董事局主席 參見凌家        |
| 黃德斌 | Jacky  |                                |
| 李顯明 | Alex   |                                |
| 王翠玉 | 秘 書  |                                |
| 王頌雯 | 秘 書  |                                |
| 容嘉勵 | 秘 書  |                                |
| 莫燕嫦 | 秘 書  |                                |
| 談佩珊 | 職 員  |                                |
| 何壁堅 | 職 員  |                                |
| 麥嘉倫 | 職 員  |                                |

### 樂華百貨公司
| 演員   | 角色  | 職務 |
| 陳有后 | 程 喜 |      |
| 黎 宣  | 芳 嬸 |      |
| 徐廣林 | 貴 叔 |      |
| 凌 漢  | 漢 叔 |      |
| 何壁堅 | 經 理 |      |
| 陳中堅 | 經 理 |      |

### 其他演員
| 演員     | 角色          | 關係／暱稱                                                                         |
| 馮瑞珍   | 珍 姐         |                                                                                    |
| 陳燕航   | 秘 書         | 洪貴東秘書                                                                         |
| 虞天偉   | 護 衛         |                                                                                    |
| 胡美儀   | Jody          |                                                                                    |
| 林家棟   | Ronald        |                                                                                    |
| 江 毅    | 黃國立        | 黃小立 麥守正養父                                                                  |
| 司徒波比 | 司 機         |                                                                                    |
| 黃天鐸   | 醫 生         | 樂言主診醫生                                                                       |
| 黃志明   | 醫 生         |                                                                                    |
| 王維德   | 律 師         |                                                                                    |
| 方 傑    | 方律師        | 樂家律師（見第11-12集）                                                            |
| 譚一清   | 林律師        | 樂家律師（見第11-12集） 麥守正酒會嘉賓（見第20集）                                 |
| 亦 羚    | Amy           |                                                                                    |
| 劉煒全   | 執產利        |                                                                                    |
| 黃祖明   | 管 工         |                                                                                    |
| 黃成想   | 導 演         |                                                                                    |
| 黃宗賜   | 阿 基         |                                                                                    |
| 梁健平   | 督 察         |                                                                                    |
| 河國榮   | 高級職員      | 美國股票市場高級職員（見第1集）                                                    |
| 博 君    | CID           |                                                                                    |
| 李衛民   | CID甲         |                                                                                    |
| 鄭君寧   | CID乙         |                                                                                    |
| 王偉樑   | 傻 雞         |                                                                                    |
| 林嘉麗   | 接待員        |                                                                                    |
| 郭卓樺   | 手下甲        |                                                                                    |
| 千 秋    | 接待員        |                                                                                    |
| 戴少民   | 職員甲        |                                                                                    |
| 黃建峰   | 職員乙        |                                                                                    |
| 莊慧思   | 文美兒        |                                                                                    |
| 廖麗麗   | 賓 客         | 麥約翰之生日派對賓客（見第7集） 麥守正酒會嘉賓（見第20集）                         |
| 溫雙燕   | 賓 客         | 麥約翰之生日派對賓客（見第7集） 麥守正酒會嘉賓（見第20集）                         |
| 郭德信   | 賓 客         | 麥約翰之生日派對賓客（見第7集） 麥守正酒會嘉賓（見第20集）                         |
| 蘇恩磁   | 賓 客         | 麥約翰之生日派對賓客（見第7集） 麥守正酒會嘉賓（見第20集）                         |
| 陳啟泰   | 司 儀         | 麥守正酒會司儀（見第20集）                                                         |
| 張百賢   |               | 麥守正酒會嘉賓（見第20集）                                                         |
| 王翠玉   |               | 麥守正酒會嘉賓（見第20集）                                                         |
| 呂劍光   |               | 麥守正酒會嘉賓（見第20集）                                                         |
| 談佩珊   |               | 麥守正酒會嘉賓（見第20集）                                                         |
| 何壁堅   |               | 麥守正酒會嘉賓（見第20集）                                                         |
| 徐鏡鴻   |               | 麥守正酒會嘉賓（見第20集）                                                         |
| 鄧汝超   | 賓 客／鄧律師 | 麥約翰之生日派對賓客（見第7集） 樂家律師（見第11-12集） 麥守正酒會嘉賓（見第20集） |
| 麥皓為   | 製作人        | 見第20集                                                                           |
| 黃仲匡   | 武 師         | 見第20集                                                                           |
| 胡偉立   | 琴 師         | 見第20集                                                                           |

## 影碟發行
以下所有影碟發行均由電視廣播(國際)有限公司授權：
香港發行代理商現代音像(國際)有限公司於2006年推出發行了《巨人》DVD及VCD影碟零售版本，DVD影碟收錄全套30集，一套共有8隻碟分為兩盒影碟，設有粵語及國語發音版本，自選開啟或關閉繁體中文及簡體中文字幕；VCD影碟將已播放的集數並製作成20隻碟作為片段完整及無刪剪版本，一套共分為兩盒影碟，每隻碟跟電視劇的每集片長約60分鐘一樣，設有粵語及國語發音版本並配上繁體中文字幕。
台灣發行代理商弘音多媒體科技股份有限公司於2006年推出發行了《巨人》DVD影碟零售版本，此影碟燒錄DVD香港版的全部集數及碟數（其中全部碟數均設有香港版的目錄選單）。
馬來西亞發行代理商Multimedia Entertainment Sdn Bhd於2012年推出發行了《巨人》DVD影碟零售版本，此影碟收錄全套30集，共6隻碟，設有粵語及國語發音版本，自選開啟或關閉簡體中文及英文字幕。

## 外部連結
- 《巨人》 GOTV 第1集重溫